# Beatriz Merino
Pour les articles homonymes, voir Merino.
Martha Beatriz Merino Lucero, née le 15 novembre 1947 à Lima, est une femme d'État, et notamment la première femme présidente du Conseil des ministres du Pérou, avant Rosario Fernández en 2011.

## Biographie
Beatriz Merino est diplômée de l'université nationale de San Marcos en 1970, et obtient en 1977 un master en droit de l'université Harvard. Elle est élue sénatrice de la République pendant la période 1990-1995, son mandat est interrompu pendant la session du parlement en 1992. Elle a aussi travaillé comme avocate chargée du bureau des taxes.
Elle est présidente du Conseil des ministres entre 23 juin 2003 et 12 décembre 2003. 
Un peu avant la fin de son mandat en juillet 2002, elle est en opposition avec le président Alejandro Toledo à propos de sa façon de gouverner et aussi pour d'autres problèmes. Celui-ci demande un changement de cabinet et l'indépendante Beatriz Merino démissionne à la demande de ce dernier. 
En 2004, elle voyage dans toute l'Espagne, pendant qu'elle travaille dans ce pays pour la Banque mondiale dans le secteur public, chargée des thèmes de l'administration et de politique, modernisation de l'État et renforcement du Congrès pour l'Amérique latine. 
Par la suite, le 29 septembre 2005, elle est nommée Défenseur du peuple ((es) Defensora del Pueblo) pendant une période de cinq ans, devenant ainsi la première femme à occuper cette fonction dans le pays. Son successeur, Eduardo Ernesto Vega Luna, est désigné le 1er avril 2011, après six mois de vacance du poste.